# Pruchná
Pruchná (polsky Pruchna, německy Pruchnau) je vesnice v jižním Polsku ve Slezském vojvodství v okrese Těšín v gmině Strumeň. Leží na území Těšínského Slezska na řece Knajce a patří k rybníkářské oblasti zvané Žabí kraj. Podle sčítání lidu v roce 2011 zde žilo 2 477 obyvatel, rozloha obce činí 19,03 km².
Jedná se o řadovou ves rozkládající se podél silnice z Drahomyšle do Velkých Kunčic (Hlavní ulice). Západní část nese označení Horní Pruchná (Pruchna Górna), východní pak Dolní Pruchná (Pruchna Dolna). Kromě toho k obci patří několik dalších osad: Babusiów, Gawliniec, Klisztwo, Kopanina, Nové Chalupy (Nowe Chałupy), Podlesí (Podlesie) a na hranici s Bonkovem železničářská kolonie Nový Svět (Nowy Świat).
První zmínka o Pruchné pochází z listiny vratislavského biskupa Jindřicha z Vrbna sepsané kolem roku 1305. Její název souvisí se slovem „práchnivý“ a ve starých listinách se uvádí česká podoba Práchná a polská Próchna. Dnešní pravopis se ustálil v 19. století pod německým vlivem. Horní Pruchná (původně Velká) patřila od začátku těšínským knížatům, zatímco Dolní (Malá) byla do roku 1798, kdy ji převzala Těšínská komora, šlechtickou vesnicí. V roce 1870 Komora zřídila v Dolní Pruchné velkostatek, jehož součástí byly lihovar a hřebčín. V rakouském sčítaní lidu z roku 1900 uvedlo 93,2 % obyvatel Pruchné obcovací řeč polskou (včetně těšínského nářečí), 2,2 % německou a 1,3 % českou; 64,1 % se hlásilo ke katolictví, 35 % k evangelické církvi a 1,6 % k judaismu.
Po rozdělení Těšínska v roce 1920 byla vesnice spolu s celým východním Těšínskem rozhodnutím Konference velvyslanců připojena k Polsku. V roce 1945 zde probíhaly urputné boje mezi Rudou armádou a Wehrmachtem, k obsazení vesnice došlo až 1. května. Po válce došlo především k rozkvětu místního hřebčína, jenž se stal hlavním místem chovu francouzských angloarabů v Polsku. Po uzavření v roce 1995 je jeho právním nástupcem hřebčín v Ochabech.
K místním památkám patří evangelický kostel z roku 1893 a katolický z roku 1873, zámeček Těšínské komory (1870), a také smírčí kříž se staročeským nápisem postavený v roce 1645 na místě vraždy jistého Jana Červenky, obyvatele starého Těšína.
Obcí probíhá železniční magistrála Krakov–Bohumín–Vídeň, historická Severní dráha císaře Ferdinanda. Ve stanici Pruchna zastavují osobní vlaky do Těšína, Čechovic-Dědic a Žibřidovic. Probíhá tudy také krajská silnice č. 938, nejkratší silniční spojení Těšína a Katovic.